# Lahouari Bahlaz
Lahouari Bahlaz (in arabo الهواري بهلز‎?; Orano, 12 marzo 1979) è un atleta paralimpico algerino specializzato nel getto del peso, lancio del disco e lancio della clava e classificato F32.

## Biografia
Ha iniziato a praticare l'atletica leggera all'età di trent'anni e nel 2011, al suo primo importante appuntamento internazionale, si è diplomato campione del mondo del lancio del disco F32-34 e del lancio della clava F31-32/51 ai mondiali paralimpici di Christchurch. L'anno successivo ha conquistato due medaglie di bronzo nel lancio del disco F32-34 e nel lancio della clava F31-32/51 ai Giochi paralimpici di Londra 2012.
Nel 2013 si è riconfermato campione mondiale paralimpico nel lancio del disco F32-34 e nel lancio della clava F31-32/51 ai campionati del mondo di Lione, mentre a quelli di Doha 2015 si è classificato secondo nel lancio della clava F32 e quinto nel getto del peso F32.
Ai Giochi paralimpici di Rio de Janeiro 2016 è stato medaglia d'argento nel getto del peso F32 e ai campionati mondiali paralimpici di Londra 2017 ha conquistato due medaglie d'oro nel getto del peso F32 e nel lancio della clava F32. Anche ai campionati paralimpici di Dubai 2019 si è confermato campione mondiale del lancio della clava F32, mentre nel getto del peso F32 ha vinto la medaglia d'argento.
Nel 2021 ha partecipato ai Giochi paralimpici di Tokyo, dove si è classificato quarto nel getto del peso F32 e quinto nel lancio della clava F32.

## Palmarès
| Anno | Manifestazione       | Sede           | Evento                       | Risultato | Prestazione | Note |
| ---- | -------------------- | -------------- | ---------------------------- | --------- | ----------- | ---- |
| 2011 | Mondiali paralimpici | Christchurch   | Lancio del disco F32-34      | Oro       | 20,30 m     |      |
| 2011 | Mondiali paralimpici | Christchurch   | Lancio della clava F31-32/51 | Oro       | 36,73 m     |      |
| 2012 | Giochi paralimpici   | Londra         | Lancio del disco F32-34      | Bronzo    | 22,30 m     |      |
| 2012 | Giochi paralimpici   | Londra         | Lancio della clava F31-32/51 | Bronzo    | 36,31 m     |      |
| 2013 | Mondiali paralimpici | Lione          | Lancio del disco F32-34      | Oro       | 22,75 m     |      |
| 2013 | Mondiali paralimpici | Lione          | Lancio della clava F31-32/51 | Oro       | 37,51 m     |      |
| 2015 | Mondiali paralimpici | Doha           | Getto del peso F32           | 5º        | 7,32 m      |      |
| 2015 | Mondiali paralimpici | Doha           | Lancio della clava F32       | Argento   | 34,46 m     |      |
| 2016 | Giochi paralimpici   | Rio de Janeiro | Getto del peso F32           | Argento   | 9,40 m      |      |
| 2016 | Giochi paralimpici   | Rio de Janeiro | Lancio della clava F32       |           | dns         |      |
| 2017 | Mondiali paralimpici | Londra         | Getto del peso F32           | Oro       | 11,08 m     |      |
| 2017 | Mondiali paralimpici | Londra         | Lancio della clava F32       | Oro       | 34,31 m     |      |
| 2019 | Mondiali paralimpici | Dubai          | Getto del peso F32           | Argento   | 9,96 m      |      |
| 2019 | Mondiali paralimpici | Dubai          | Lancio della clava F32       | Oro       | 33,89 m     |      |
| 2021 | Giochi paralimpici   | Tokyo          | Getto del peso F32           | 4º        | 10,37 m     |      |
| 2021 | Giochi paralimpici   | Tokyo          | Lancio della clava F32       | 5º        | 33,06 m     |      |